# Real Monasterio de San Zoilo
El Real Monasterio de San Zoilo se levanta en la ciudad malagueña de Antequera y fue fundado por la comunidad de Franciscanos Observantes (por ello se le conoce popularmente con el nombre de San Francisco) en los primeros años del siglo XVI y con el patrocinio de los Reyes Católicos. 

## Descripción
Concretamente fue el 18 de septiembre de 1500 la fecha en la que los reyes daban la licencia, mediante una real cédula que aún se conserva en el Archivo Histórico Municipal de Antequera, para que la Ciudad cediera terreno a los religiosos en donde poder levantar su monasterio. El solar entonces cedido venía a coincidir, en líneas generales, con la manzana que actualmente forman las calles Trasierras, Obispo, Calzada y Coso o Plaza de San Francisco. En el año 1515 parece ser que parte del monasterio se encontraba ya edificada.
En la actualidad de aquel enorme conjunto monacal sólo se mantienen en pie la iglesia, el claustro y poco más, aunque todo ello muy modificado. En el caso de la iglesia, recibió una importante remodelación de yeserías en época manierista, modificándose además la estructura del presbítero, que en un principio estaba dispuesto a gran altura sobre unas altas gradas, como es habitual en los templos del periodo Reyes Católicos.
Como consecuencia de la Desamortización (1835) el monasterio fue abandonado por los religiosos y no volvería a ser habitado hasta 1872, año en que pasa a propiedad de la orden de las Hermanitas de los Pobres. Sin embargo, es a partir del final de la última Guerra Civil cuando el expolio de la iglesia de San Zoilo aumentó de forma más alarmante. En este sentido sólo hay que pensar en la gran capilla de la Sangre y Vera-Cruz, que durante años ha servido de “cantera” de retablos para las iglesias de la diócesis e incluso de la propia Antequera.
Tras la declaración de San Zoilo como Monumento Histórico-Artístico de carácter Nacional (1973), se han realizado importantes obras de restauración.

## Galería

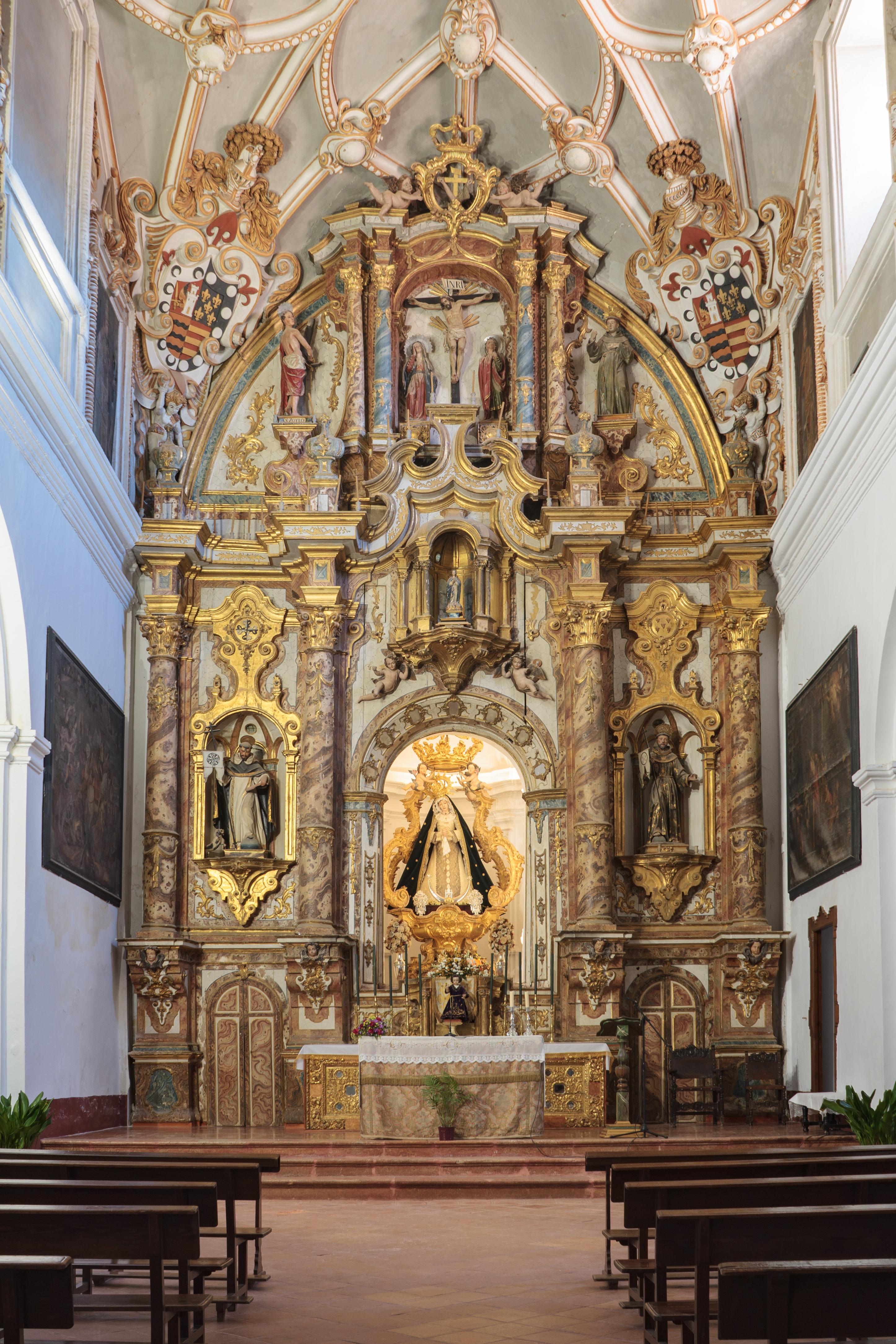
Altar.
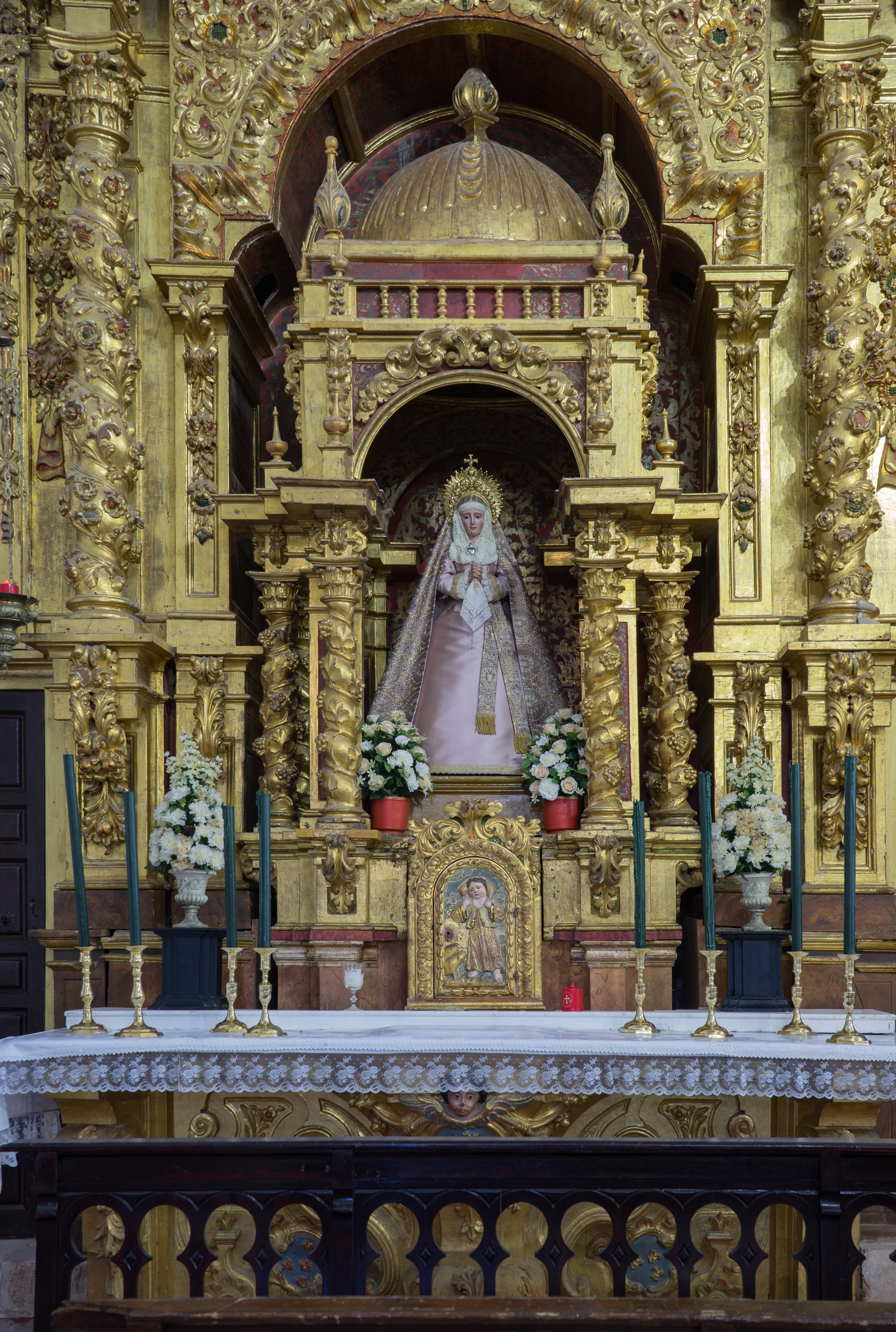
Altar de la Virgen de los Dolores.
Nave principal.
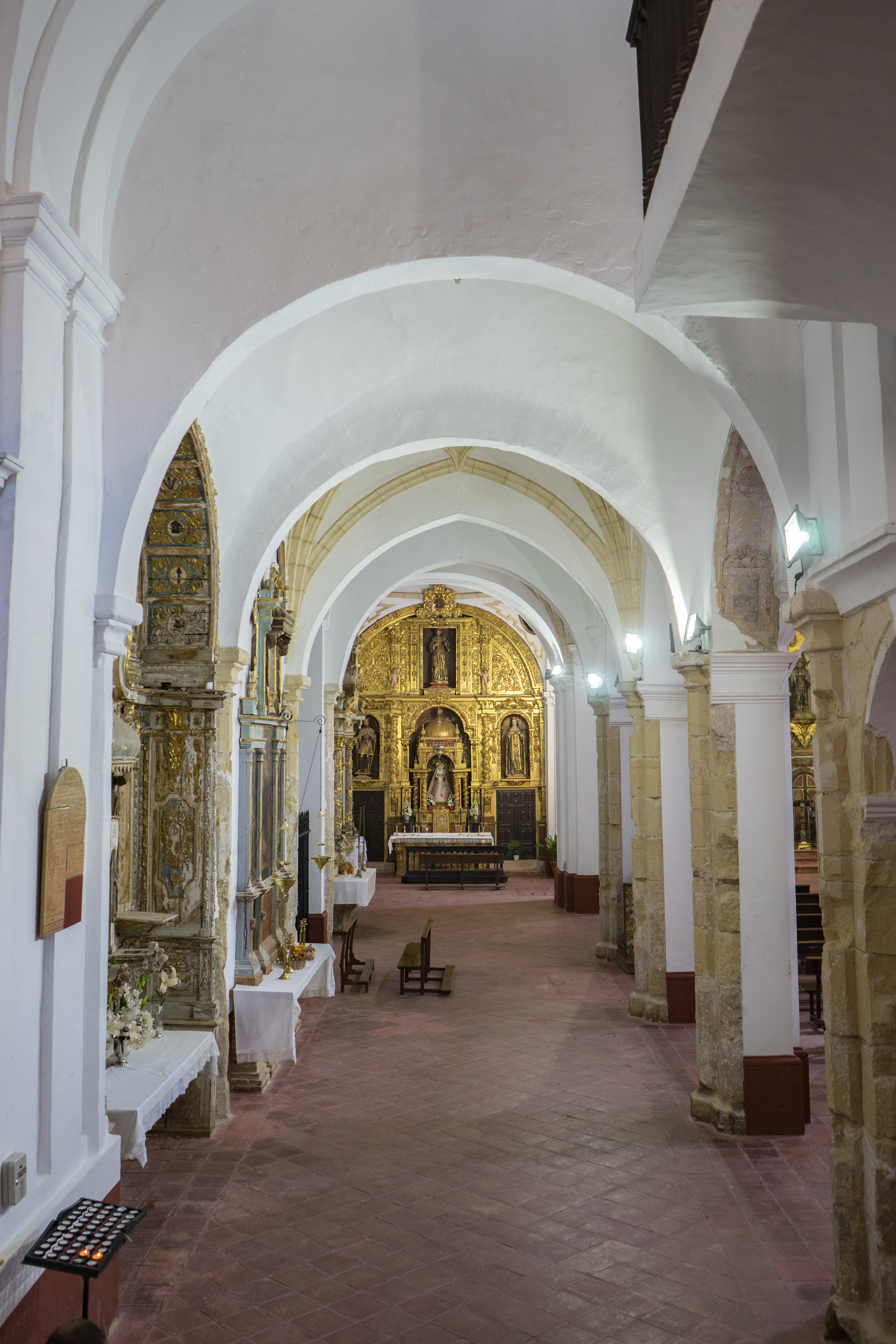
Nave lateral.
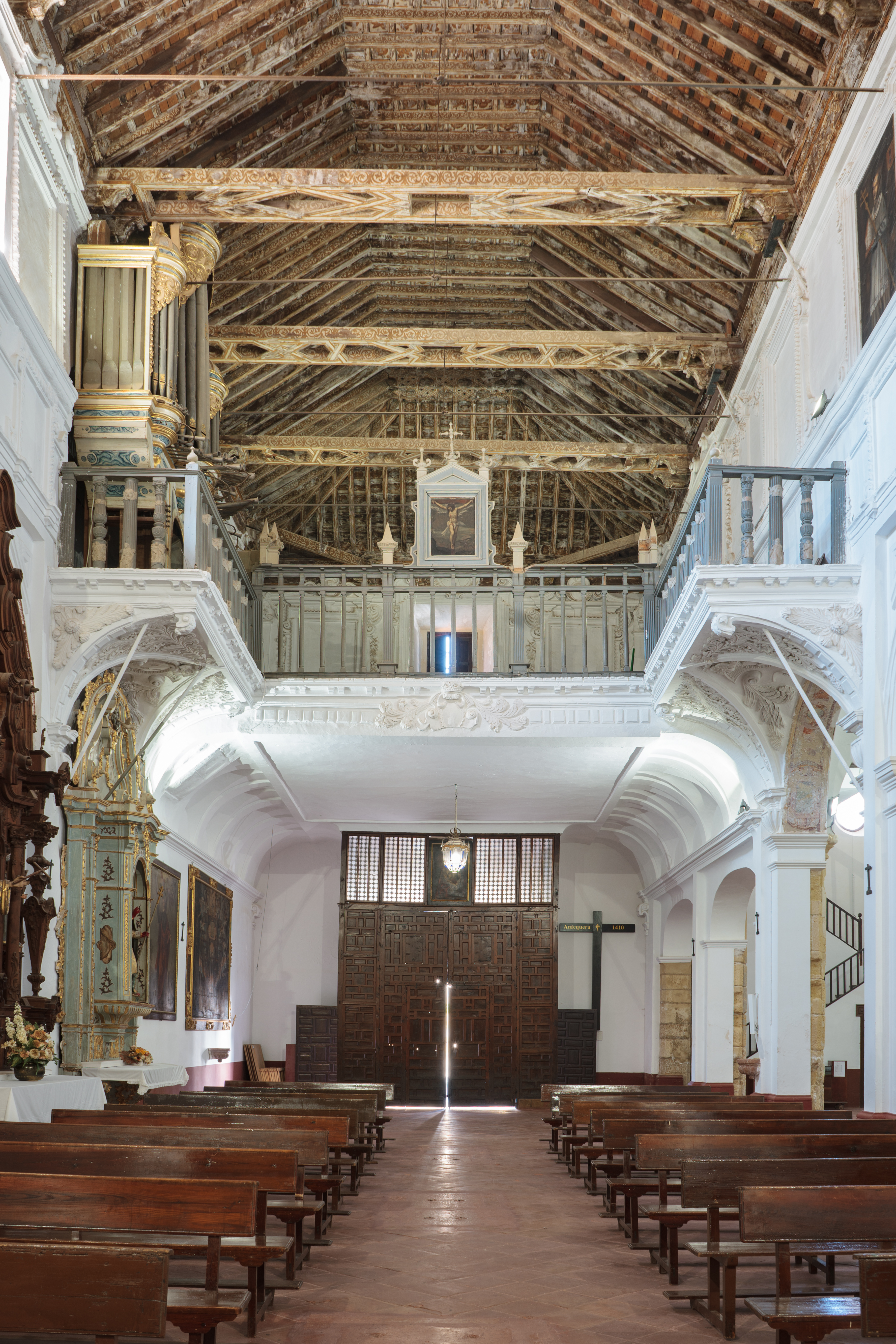
Coro.
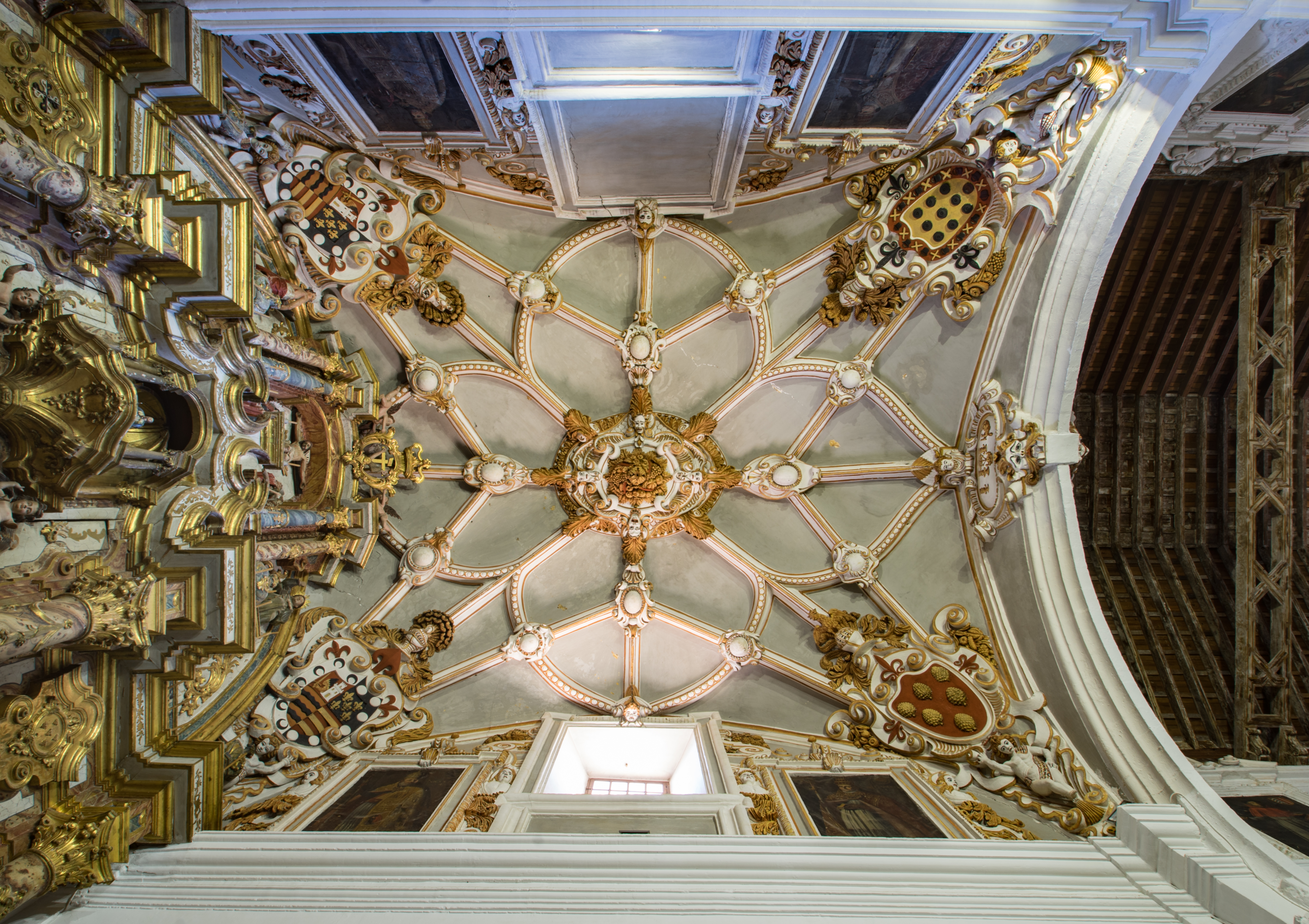
Bóveda sobre el altar.
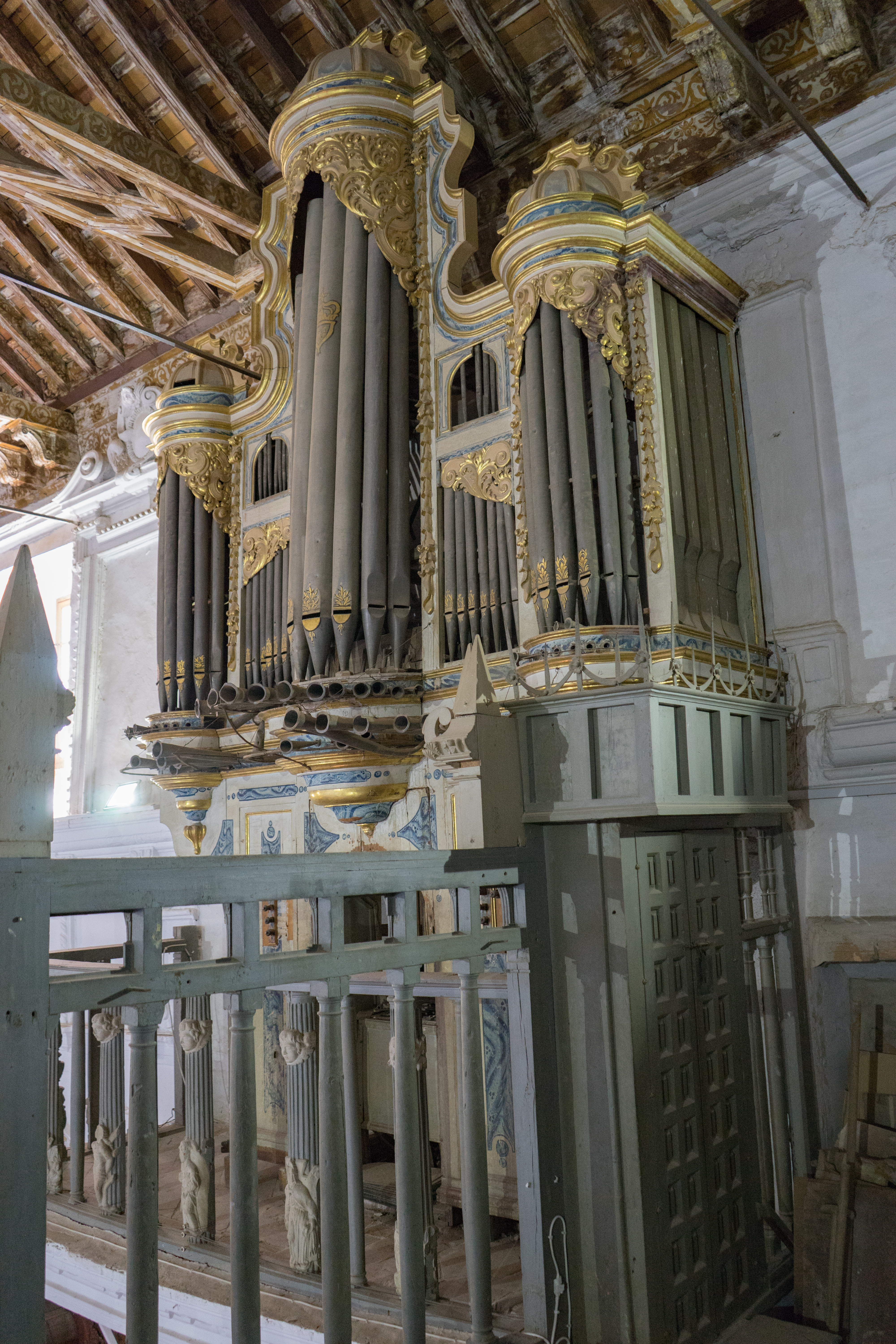
Órgano.
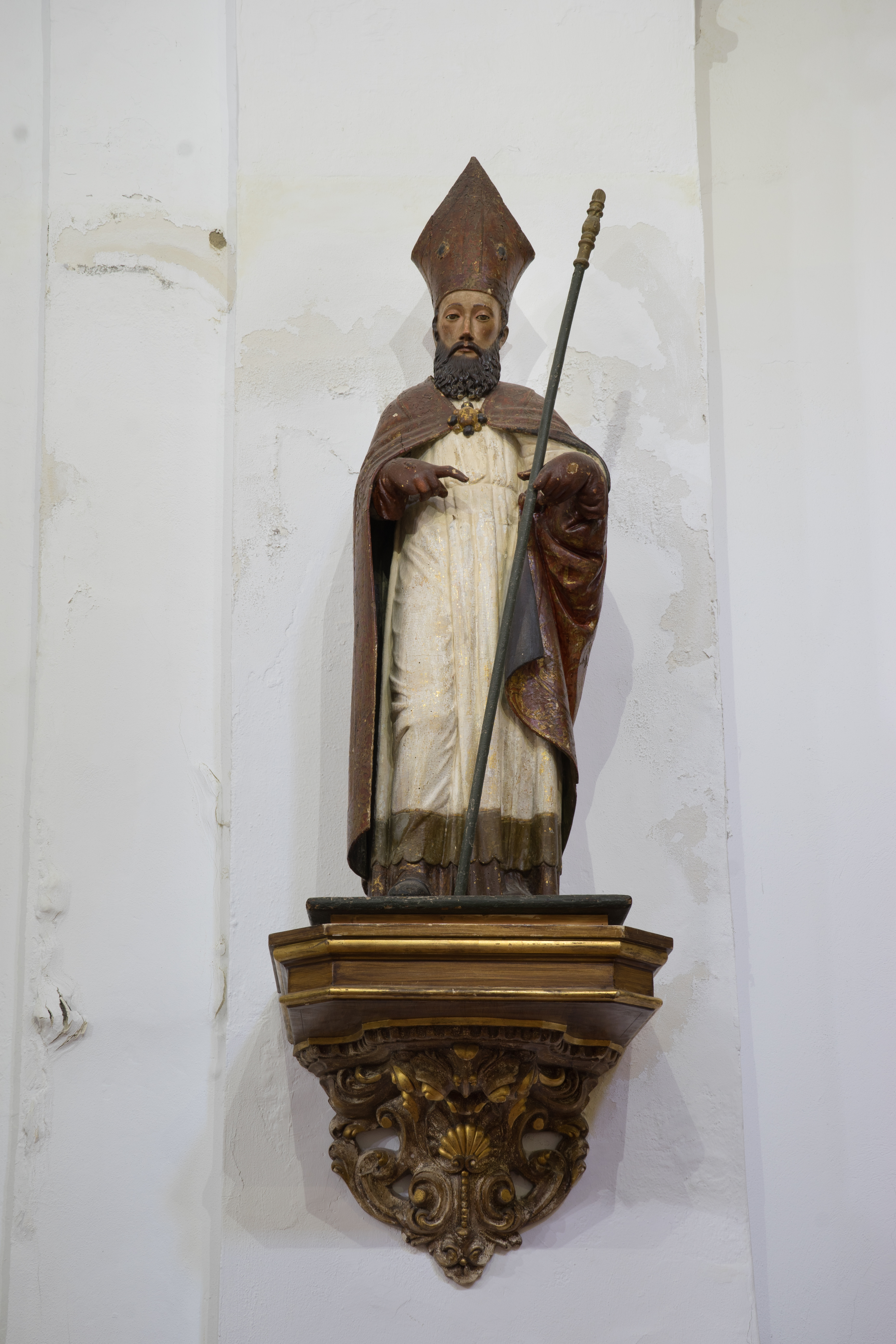
Imagen.